# Rothornhütte
La Rothornhütte (3.210 m s.l.m.) è un rifugio alpino delle Alpi Pennine collocato nel Canton Vallese.

## Caratteristiche
Il rifugio è situato ad ovest di Zermatt ed ai piedi delle montagne: Zinalrothorn, Trifthorn e Wellenkuppe.

## Accesso
Il rifugio è accessibile da Zermatt in circa quattro ore e trenta.

## Ascensioni
- Zinalrothorn - 4.221 m
- Obergabelhorn - 4.063 m
- Schalihorn - 3.974 m
- Äschhorn - 3.669 m